# Partecipanza agraria di Cento
La Partecipanza agraria di Cento è descritta per la prima volta nei documenti storici alla fine del XII secolo, anche se le sue origini sono probabilmente databili intorno all'XI secolo, quando si cominciarono a bonificare e ad abitare i terreni della zona.
I terreni erano di proprietà del Vescovo di Bologna, che li concedeva in enfiteusi ai soli abitanti di Cento, con due clausole: quella di migliorare i terreni (ad meliorandum) e di risiedervi stabilmente (ad incolandum). Ogni 29 anni avveniva una redistribuzione dei terreni.
La forma della Partecipanza attuale deriva dal Lodo Giulianeo del 1484 (dal nome di Giuliano della Rovere).
La divisione è ventennale, fra i figli maschi viventi delle famiglie partecipanti. L'assenza di eredi maschi di una famiglia comporta la perdita permanente del diritto. All'atto della divisione, vengono assegnati gli appezzamenti (detti "capi") a patto di dimostrare di abitare nel territorio.

## Famiglie
Le uniche famiglie ammesse alla divisione (cosiddetti "capisti") hanno avuto una discendenza maschile ininterrotta dal 1400 ad oggi, e hanno mantenuto inoltre la residenza sul territorio. Delle 90 famiglie (cognomi) originarie, 28 risultano "estinte" secondo il più recente statuto.

## Ca' ciapadóra(casa che acchiappa)
Se un capista possiede una casa sul proprio terreno, alla divisione avrà diritto di ricevere lo stesso appezzamento. Per questo, si dice che la casa "acchiappa" il terreno: si trattava di un espediente per garantirsi lo sfruttamento continuativo di un capo particolarmente pregiato per la sua posizione o produttività.

## Geografia
A causa dello spostamento del tracciato del fiume Reno in seguito alla rotta del 1648, Cento è stato separato dalla sua Pieve. Per questo motivo, i terreni agricoli del territorio centese attuale non fanno tutti parte della Partecipanza di Cento, ma vi sono alcuni appezzamenti di proprietà della Partecipanza di Pieve di Cento.